# 4e cérémonie des Filmfare Awards

La quatrième cérémonie des Filmfare Awards s'est déroulée le 5 mai 1957 à Bombay en Inde.

## Palmarès
| Catégorie                             | Lauréat |
| ------------------------------------- | --- |
| Meilleur film                         | Jhanak Jhanak Payal Baje - réalisé par Rajaram Vankudre Shantaram - produit par Rajkamal Kalamandir - avec Gopi Krishna, Sandhya et Keshavrao Date |
| Meilleur réalisateur                  | Rajaram Vankudre Shantaram (Jhanak Jhanak Payal Baje)                                                                                              |
| Meilleur acteur                       | Dilip Kumar (Devdas) |
| Meilleure actrice                     | Nutan (Seema) |
| Meilleur acteur dans un second rôle   | Motilal (Devdas) |
| Meilleure actrice dans un second rôle | Vyjayanthimala (Devdas) |
| Meilleur compositeur                  | Shankar Jaikishan (Chori Chori) |
| Meilleure histoire                    | Amiya Chakrabarty (Seema) |
| Meilleure photographie (noir & blanc) | Radhu Karmakar (Shree 420) |
| Meilleure direction artistique        | Kanu Desai (Jhanak Jhanak Payal Baje) |
| Meilleur son                          | A.K. Parmar (Jhanak Jhanak Payal Baje) |
| Meilleur montage                      | G.G. Mayekar (Shree 420) |